# Ausnahmezustand

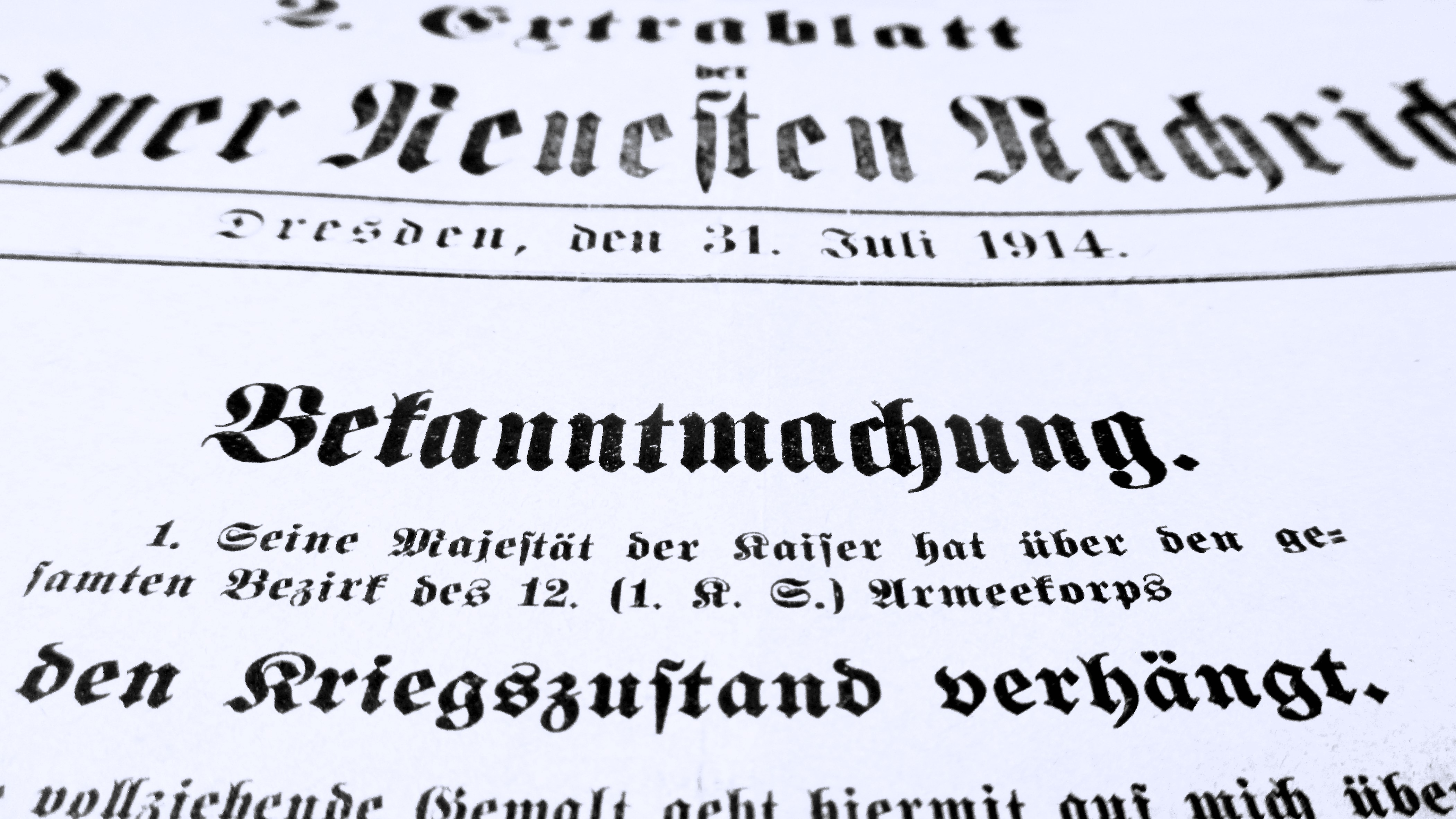
Verhängung des Kriegszustands – Bekanntmachung vom 31. Juli 1914

Als Ausnahmezustand wird ein Zustand bezeichnet, in dem die Existenz des Staates oder die Erfüllung von staatlichen Grundfunktionen von einer maßgeblichen Instanz als akut bedroht erachtet werden.
Verwandte Begriffe sind Staatsnotstand, Verfassungsnotstand, Status Necessitatis, Notstandsrecht bzw. Notrecht, Notstandsdiktatur, Kriegsrecht oder Belagerungszustand.

## Charakteristika
Um der Bedrohung („Störung der Öffentlichen Sicherheit und Ordnung“) zu begegnen, werden außerordentliche Maßnahmen zur Gefahrenabwehr ergriffen. Statt der ordentlichen Verfassung gilt dann eine „Notstandsklausel“.
Die Regelungen des Notstandsrechts können entweder intrakonstitutioneller oder extrakonstitutioneller Art sein. Im ersten Fall sieht die Verfassung selbst vor, dass in Notzeiten von ihr abgewichen werden darf, im zweiten Fall werden zur Behebung eines Notstandes Maßnahmen ergriffen, die nicht in der Verfassung vorgesehen sind. Viele moderne Staatsverfassungen treffen explizite Regelungen für den Fall des Ausnahmezustandes, einige jedoch nicht. So sieht die Schweiz z. B. kein intrakonstitutionelles Notstandsrecht vor. Eine theoretische Frage ist es, ob das extralegale Notstandsrecht auch dann existiert, wenn eine positive Normierung des Ausnahmefalles vorliegt.
Während sich der Ausnahmezustand zunächst auf äußere Gefahren beschränkte – man hat historisch auch von einem Belagerungszustand oder Kriegsrecht gesprochen – beziehen sich entsprechende Regelungen zunehmend auch auf innere Notlagen, also Aufstände, Bürgerkriege oder Naturkatastrophen. Der Ausnahmezustand emanzipierte sich gewissermaßen von der Kriegssituation, an die er ursprünglich gebunden war, und wurde zunehmend als außergewöhnliche Polizeimaßnahme bei inneren Unruhen und Aufständen angewendet. Zuletzt wurde der Notstandsbegriff sogar auf wirtschaftliche Krisen ausgeweitet, so zum Beispiel in der Weimarer Republik, als Notverordnungen nach dem Notstandsartikel 48 der Weimarer Reichsverfassung zum Zweck der „Sicherung von Wirtschaft und Finanzen“ erlassen wurden.
Im Ausnahmezustand werden zeitweilig die Verfassung oder einzelne ihrer Bestimmungen außer Kraft gesetzt, wobei eine Kompetenzverlagerung von der Legislative auf die Exekutive und – in Bundesstaaten – von den Gliedstaaten auf den Bund stattfindet. Außerdem werden gewisse Grundrechte eingeschränkt oder vorübergehend außer Kraft gesetzt (z. B. Wirtschaftsfreiheit, Pressefreiheit, Postgeheimnis, Schutz der Wohnung). Ein weiteres Merkmal ist der Einsatz der Streitkräfte zur Gefahrenabwehr im Rahmen des Ausnahmezustands. Häufig wird auch eine Befugnis zum Erlassen von Notverordnungen erteilt, die Gesetzeskraft haben. Einer der wesentlichen Züge des Ausnahmezustands ist somit die vorübergehende Aufhebung der Gewaltenteilung im Sinne einer effektiven Regierungspraxis. Die Beendigung des Ausnahmezustands erfolgt häufig auf dem Weg eines formellen Gesetzes, das auch die Rechtsfolgen der während des Ausnahmezustandes getroffenen Entscheidungen regelt.
Die Entscheidung über den Ausnahmezustand gilt als staatsleitender Akt.

## Begriff
Das Ausnahmerecht, oft in Anlehnung an das römische Recht auch als „Diktatur“ bezeichnet, ist ein Begriff mit einer paradoxen Struktur: Der Schutzgegenstand wird angegriffen, um ihn vor einer Gefahr zu bewahren. „Die Diktatur ist in ihrem innersten Wesen selber eine Verfassungsanomalie. Es ist die eigentümliche Dialektik der Einrichtung, dass sie das, was sie schützen soll, eben um es zu schützen, angreifen ’muss’, folglich auch – im Rahmen des Diktaturzwecks – angreifen darf.“ (Heinrich Triepel).
Darin besteht die Aporie, dass die Sondermaßnahmen, die für die Verteidigung der demokratischen Verfassung in Anspruch genommen werden, dieselben sind, die zu ihrer Zerstörung benutzt werden können:

„Es gibt keine institutionelle Rettung, die garantieren könnte, dass die Vollmachten […] wirklich zu dem Ziel angewandt werden, die Verfassung zu retten. Sicherstellen kann dies allein die Entschlossenheit des Volks, zu überprüfen, ob sie diesem Ziel dienen. […] Die quasidiktatorischen Vorkehrungen der modernen Verfassungssysteme […] können eine wirksame Kontrolle der Machtkonzentration nicht leisten. Daraus folgt, dass alle diese Institutionen Gefahr laufen, sich in totalitäre Systeme zu verwandeln, wenn sich die Bedingungen dafür als günstig erweisen.“

Ausnahmezustand wird daher oft mit dem Begriff des Notstands gleichgesetzt, was auf die „Not“ rekurriert, der nachgesagt wird, sie kenne kein Gesetz: „Si propter necessitatem aliquid fit, illud licite fit: quia quod non est liticium in lege, necessitas facit licitum. Item necessitas legem non habet.“ („Wenn etwas aus Not geschieht, geschieht es legitimerweise, da Not, was nach dem Gesetz nicht legitim ist, legitimiert. Desgleichen gilt: Not kennt kein Gesetz.“) (Gratian) So sagt etwa Clinton Rossiter: „Da die demokratische Regierungsform mit ihrem komplexen Gleichgewicht der Kräfte für ein Funktionieren unter normalen Umständen konzipiert ist, muss die verfassungsmäßige Regierung in Krisenzeiten verändert werden nach Maßgabe des Notwendigen, um die Gefahr zu bannen und den Normalzustand wiederherzustellen.“

## Theorie
Eine kanonische Theorie des Ausnahmezustands gibt es im öffentlichen Recht nicht. Erst spät erschienen überhaupt monographische theoretische Auseinandersetzungen mit dem Thema. Eine erste Theorie des Ausnahmezustandes legte Carl Schmitt vor („Die Diktatur“, 1921 und „Politische Theologie“, 1922). Weitere Untersuchungen folgten: Herbert Tingsten („Les pleins pouvoirs: l'expansion des pouvoirs gouvernementaux pendant et après la grande guerre“, 1934), Frederick M. Watkins („The Problem of Constitutional Dictatorship“, 1940), Carl J. Friedrich („Constitutional Government and Democracy“, 1941), Clinton L. Rossiter („Constitutional Dictatorship“, 1948). Zuletzt unterzog Giorgio Agamben die entsprechenden theoretischen Ansätze einer Kritik („Ausnahmezustand“, 2004). Arbeiten zum Thema sind heute aber noch immer selten (siehe auch: Peter Blomeyer: Der Notstand in den letzten Jahren von Weimar, 1999).
Das Problem einer Theorie des Ausnahmezustands ist die Frage, wie eine Anomie in die Rechtsordnung eingeschrieben sein kann: „Wenn das Eigentümliche des Ausnahmezustands die (totale oder partielle) Suspendierung der Rechtsordnung ist, wie kann dann eine solche Suspendierung noch in der Rechtsordnung enthalten sein?“ (G. Agamben).
Nach Schmitt erschöpft sich Recht nicht im Gesetz. Die Anwendung des Rechts wird suspendiert, das Gesetz als solches bleibt aber in Kraft. Der Ausnahmezustand scheidet die Norm von ihrer Anwendung, um Letztere zu ermöglichen. Hierin zeigt sich für Schmitt auch die unreduzierbare Differenz von Staat und Recht, da im Ausnahmezustand der Staat bestehen bleibt, während das Recht zurücktritt. Da der Ausnahmezustand nicht Anarchie oder Chaos ist, besteht nach Schmitt im juristischen Sinne immer noch eine Ordnung, wenn auch keine Rechtsordnung. Schmitts Theorie will also eine Verbindung zwischen Ausnahmezustand und Rechtsordnung herstellen. Der Faktor, der es erlaubt, den Ausnahmezustand in der Rechtsordnung zu verankern, sei die Unterscheidung von „pouvoir constituant“ (konstituierende Gewalt) und „pouvoir constitué“ (konstituierte Gewalt) bzw. die Unterscheidung von „Norm“ und „Entscheidung“. Durch den Souverän, der über den Ausnahmezustand entscheiden kann, ist dessen Verankerung in der Rechtsnorm garantiert. Der Souverän steht außerhalb der normal geltenden Rechtsordnung und gehört doch zu ihr, denn er ist zuständig für die Entscheidung, ob die Verfassung in toto suspendiert werden kann. Es ist somit die „topologische Struktur des Ausnahmezustands“, „außerhalb der Rechtsordnung zu stehen und doch zu ihr zu gehören“. Souverän ist nach Schmitts berühmter Definition dabei, wer über den Ausnahmezustand entscheidet. Hierbei ist Souveränität aber als letzte, nicht appellative Entscheidung verstanden und nicht, wie an anderer Stelle, als höchste, nicht abgeleitete Staatsgewalt. Hier laufen bei Schmitt zwei Souveränitätsbegriffe parallel, was sich allein daran zeigt, dass der pouvoir constituant zwar für ihn souverän ist, nicht aber über den Ausnahmezustand entscheiden kann. Dennoch ist es ein souveräner Akt, wenn ein pouvoir constitué per Entscheidung eine Verfassung suspendiert. Was Schmitt hier interessiert, ist dieses Element der Dezision, das sich im Akt der Entscheidung außerhalb der Rechtsordnung stellt und doch an diese gebunden bleibt, da die Wiederherstellung dieser Rechtsordnung einziger Auftrag ist.
Schmitt und mit ihm auch die späteren Theoretiker unterschied zwei wesentliche Ausprägungen der Diktatur, nämlich die kommissarische und die souveräne. Bei C.J. Friedrich lautet die Unterscheidung zwischen „verfassungsmäßiger“ und nicht „nichtverfassungsmäßiger Diktatur“.
- Kommissarische Diktatur: Der Diktator ist von rechtlichen Schranken befreit, aber an den Diktaturzweck gebunden, die geltende Verfassung zu verteidigen oder wiederherzustellen (siehe auch Schmitt: „Der Hüter der Verfassung“). Die kommissarische Diktatur hebt die Verfassung in concreto auf, um ihren konkreten Bestand zu schützen. Sie hat die Funktion, einen Zustand zu schaffen, in dem das Recht verwirklicht werden kann: „In seiner absoluten Gestalt ist der Ausnahmezustand dann eingetreten, wenn erst die Situation geschaffen werden muss, in der Rechtssätze gelten können“ (C. Schmitt). Die kommissarische Diktatur ist die typische rechtsstaatliche Regelung des Ausnahmezustands, da sowohl Voraussetzung wie Inhalt der diktatorischen Befugnisse tatbestandsmäßig umschrieben und aufgezählt werden. Im Rechtsstaat werden in Form der Verfassung alle staatlichen Funktionen in Zuständigkeiten abgegrenzt, um die staatliche Allmacht in einem System von Kompetenzen zu regulieren. So kann die Fülle der Staatsgewalt niemals in unvermittelter Konzentration auftreten. Die Diktaturgewalt ist hier also an einen definierten Auftrag (Kommission) gebunden.
- Souveräne Diktatur: Die souveräne Form der Diktatur äußert sich darin, dass der Diktator nicht an die suspendierte Verfassung gebunden ist, sondern eine neue, präferierte Ordnung etablieren möchte. Hier kann es sich entweder um den souveränen Fürsten handeln, dessen souveräne Macht nie ganz durch die Sphäre der Verfassung eingegrenzt wird, oder – in der demokratischen Variante – durch die verfassunggebende Gewalt (Pouvoir Constituant) einer direkt gewählten Nationalversammlung. Dieser Pouvoir Constituant begründet die äußerste Form des Ausnahmezustands. Auch das Dritte Reich, gestützt auf eine sog. Verordnung des Reichspräsidenten zum Schutz von Volk und Staat, war eine souveräne Diktatur, da die Verfassung zwar formal in Geltung blieb, die Notverordnung aber nie aufgehoben wurde. Damit war das Dritte Reich gewissermaßen ein „Ausnahmezustand in Permanenz“ (Allan Bullock).

Die jüngste theoretische Auseinandersetzung mit dem Ausnahmezustand stammt – im Rahmen des Homo-sacer-Projekts – von Giorgio Agamben. Er stützt sich auf die vorgenannten Theoretiker, will ihnen aber eine eigene Deutung gegenüberstellen. Für ihn ist die Ausnahme ein Schwellwert der existierenden Rechtsordnung: „In Wahrheit steht der Ausnahmezustand weder außerhalb der Rechtsordnung, noch ist er ihr immanent, und das Problem seiner Definition betrifft genau eine Schwelle oder eine Zone der Unbestimmtheit, in der innen und außen einander nicht ausschließen, sondern sich un-bestimmen. Die Suspendierung der Norm bedeutet nicht ihre Abschaffung, und die Zone der Anomie, die sie einrichtet, ist nicht ohne Bezug zur Rechtsordnung.“ (G. Agamben). Diese Deutung bezieht sich auf das römische Institut des „Justitiums“ – des vorübergehenden „Rechtstillstands“, in dem alle Rechtsorgane ihre Tätigkeit einstellten und es verboten war, private Geschäfte zu tätigen – und radikalisiert damit die bisherigen Theorien des Ausnahmezustandes.

## Geschichte

### Römisches Reich
In der römischen Republik gab es allein drei Arten des Ausnahmezustands:
- Das älteste Mittel war die Diktatur, eine auf ein halbes Jahr befristete Übertragung aller staatlichen Gewalt auf einen Einzigen. In der klassischen Republik wurde sie vor allem dann eingesetzt, wenn beide Konsuln gefallen waren. Nachdem diese Institution von Caesar entfristet und zur persönlichen Machtkonzentration missbraucht worden war, wurde sie abgeschafft.
- Das senatus consultum ultimum, der „letzte Senatsbeschluss“, wurde erstmals im Jahr 121 v. Chr. gegen Gaius Sempronius Gracchus gefasst: Der Senat beauftragte die Konsuln, alles zu tun, damit der Staat keinen Schaden nehme. Damit wurde das Verbot der Hinrichtung römischer Bürger außer Kraft gesetzt, doch wurde die Legitimität dieses Staatsnotstands von den Popularen stets bestritten.
- Das zweite Triumvirat, in dem im Jahre 43 v. Chr. Octavian, Marcus Antonius und Marcus Aemilius Lepidus durch ein Gesetz auf zunächst fünf Jahre diktatorische Vollmachten „zur Wiederherstellung des Staates“ zugeschrieben bekamen, diente in Wirklichkeit allein der persönlichen Machtsteigerung der drei Protagonisten in der Endphase der römischen Bürgerkriege. Es war eine verfassungspolitische Verlegenheitslösung, da der eigentliche Ausnahmezustand der römischen Republik, die Diktatur, gerade abgeschafft worden war.

### Frühe Neuzeit
In der Frühen Neuzeit wurde der Ausnahmezustand in vielen europäischen Staaten zur Zerschlagung verfassungsmäßiger Ordnungen und zur Aufrichtung des Absolutismus benutzt. Die Könige und Fürsten verwendeten hier den Begriff der „Nezessität“, der unabweislichen Notwendigkeit, ihre absolute Souveränität über die Privilegien der alten Stände durchzusetzen. Dabei hatten sie auch plausible Gründe: Mit der Durchsetzung ihres Gewaltmonopols mit Hilfe der neuen Einrichtung stehender Heere beendeten sie neben dem blutigen Chaos der Religionskriege, wie es sich in Frankreich und im Deutschland des Dreißigjährigen Kriegs gezeigt hatte, gleichzeitig aber auch die noch im Lehnswesen wurzelnden „Libertäten“, die alten Freiheitsrechte der Städte, Ritter und der anderen spätmittelalterlichen Stände.

### Deutsches Kaiserreich
In der bismarckschen Reichsverfassung von 1871 hieß es in Art. 68: „Der Kaiser kann, wenn die öffentliche Sicherheit in dem Bundesgebiete bedroht ist, einen jeden Teil desselben in Kriegszustand erklären.“ Zur Bestimmung der Modalitäten wurde auf das preußische Gesetz über den Belagerungszustand vom 4. Juni 1851 verwiesen, nachdem im „Fall eines Aufruhrs […], bei dringender Gefahr für die öffentliche Sicherheit, der Belagerungszustand sowohl in Kriegs- als in Friedenszeiten erklärt werden“ konnte. Auch ohne diesen Belagerungszustand war die Reichsleitung ermächtigt im Falle des Krieges oder Aufruhrs, bei dringender Gefahr für die öffentliche Sicherheit eine ganze Reihe von Grundrechten außer Kraft zu setzen. Auf diesen sehr weit gehenden Ausnahmerechten basierten die Gesetze Bismarcks gegen die vermeintlichen Reichsfeinde, nämlich das Jesuitengesetz von 1872 und das Sozialistengesetz von 1878.

### Weimarer Republik
Die berühmteste Regelung des Staatsnotstands in der deutschen Geschichte ist der Artikel 48 der Weimarer Reichsverfassung. In den frühen Krisenjahren der Weimarer Republik wurden von Reichspräsident Friedrich Ebert auf seiner Grundlage Notverordnungen erlassen, zum großen Teil um echte Krisen zu beheben (zum Teil aber auch, weil die im Reichstag vertretenen Parteien die Verantwortung für unpopuläre Sparmaßnahmen im Zusammenhang mit der Rückkehr zum Goldstandard 1923/1924 scheuten). Eberts Nachfolger Hindenburg versuchte aus dem Notstandsartikel dann ein Instrument der Verfassungsreform zu machen: Er sorgte im März 1930 dafür, dass das Kabinett Hermann Müller (SPD), die letzte Regierung der Weimarer Republik, die sich auf eine parlamentarische Mehrheit stützen konnte, selbst aber bereits auch von den Vollmachten des Artikels 48 Gebrauch gemacht hatte, gestürzt wurde, um unter Heinrich Brüning (Zentrumspartei) ein antiparlamentarisches „Präsidialkabinett“ zu installieren. Da nach Artikel 48 aber der Reichstag die Notverordnungen aufheben durfte und das im Juli 1930 auch tat, löste Hindenburg den Reichstag auf. In der Folge wurden die Nationalsozialisten zweitstärkste Partei; unter anderem deshalb kam es zu Kreditabzügen aus dem Ausland, die die beginnende Weltwirtschaftskrise empfindlich verstärkten; Hindenburgs Notverordnungspolitik hatte also den Staatsnotstand mit herbeigeführt, den sie doch vorgab zu bekämpfen. Bis zum Sturz Brünings im Mai 1932 wurde Deutschland mit Notverordnungen regiert, gegen deren Aufhebung die SPD immer stimmte, um eine weitere Radikalisierung bei weiteren Neuwahlen zu verhindern. Dies traf nach Brünings Sturz auch tatsächlich ein, bei den Reichstagswahlen am 31. Juli 1932: Von nun an konnte nicht einmal mehr mit dem Artikel 48 regiert werden, da die beiden Randparteien KPD und NSDAP jetzt zusammen die absolute Mehrheit hatten und jede Notverordnung sofort aufheben konnten. Der Staatsnotstand hatte sich noch verschärft.
Pläne, den Reichstag aufzulösen und ihn in diesem echten Fall eines übergesetzlichen Notstands bis zum Abklingen der Wirtschaftskrise nicht wiederwählen zu lassen, lehnte Hindenburg aus Furcht vor dem offenen Verfassungsbruch und einem Bürgerkrieg ab. Stattdessen ernannte er mit Hitler den Führer der stärksten Partei zum Reichskanzler und suspendierte mit der Reichstagsbrandverordnung vom 28. Februar 1933 wesentliche Bürgerrechte. Hitler nutzte die Verordnung, um im Wahlkampf zur Reichstagswahl am 5. März 1933 seine politischen Gegner zu unterdrücken. Am 24. März setzte der Reichstag gegen die Stimmen der SPD mit dem Ermächtigungsgesetz, das bezeichnenderweise offiziell „Gesetz zur Behebung der Not von Volk und Reich“ hieß, die letzten Reste der Weimarer Reichsverfassung faktisch außer Kraft.

### Österreich-Ungarn
Am 15. Dezember 1883 wurde der Polizeikonzipist Franz Hlubek von Anton Kammerer und am 25. Januar 1884 der Polizeidetektiv Ferdinand Blöch von Hermann Stellmacher aus politischen Gründen ermordet. Als Reaktion verhängte das Parlament von Cisleithanien am 30. Januar 1884 den Ausnahmezustand über Teile von Wien und die niederösterreichischen von Arbeitern bewohnten Bezirke Korneuburg und 1885 auch über Wiener Neustadt, da eine Ausweitung anarchistischer Tätigkeiten befürchtet wurde. In der Folge wurden der Polizei weitreichende Vollmachten zum Verbot von Zeitschriften und Vereinen (insbesondere sozialistischen) erteilt. Zahlreiche Verhaftungen und Ausweisungen (z. B. von Josef Hybeš) folgten. Der Ausnahmezustand wurde 1890 gelockert, sodass sozialistische Vereinigungen wieder zugelassen wurden, und endete am 8. Juni 1891. Mit Beginn des Ersten Weltkriegs wurde rasch ein Ausnahmezustand auf gesamt k.k. Österreich eingeführt, dessen Verfügungen vom k.u.k. Kriegsüberwachungsamt organisiert wurden. Es gilt allerdings zu beachten, dass die Einschränkungen, etwa die Zensur, nicht in beiden Hälften gleich gehandhabt wurden. So war etwas unterschiedlich, was österreichische und was ungarische Zeitschriften abdrucken durften. Die Historikerin Tamara Scheer verweist darauf, dass es einen österreichischen und einem ungarischen Ausnahmezustand gab.

### Äthiopien
Nach lang andauernden Protesten gegen die Regierung rief diese am 9. Oktober 2016 einen sechsmonatigen Ausnahmezustand aus. Die Regierung ließ daraufhin über 1500 Menschen inhaftieren, woraufhin der Unmut in der Bevölkerung anstieg. Der Notstand beschränkt die Bürgerrechte in Äthiopien. Im März 2017 wurde er für weitere vier Monate verlängert und dauerte so bis Anfang August 2017.

### Türkei
Fünf Tage nach dem Putschversuch in der Türkei 2016 wurde ein landesweiter Ausnahmezustand für die Dauer von 3 Monaten ausgerufen, der mehrmals verlängert wurde und am 18. Juli 2018 ausgelaufen ist. Dies ist der erste Ausnahmezustand seit Ausrufung der Republik im Jahr 1923.

## Staaten mit aktuellen Ausnahmezuständen (landesweit)
Dieser Abschnitt listet Beispiele auf, die Liste ist aber nicht abschließend.

### Israel
Nach dem Terrorangriff der Hamas auf Israel am 7. Oktober 2023 erklärte der israelische Premierminister, Benjamin Netanjahu, in einer Fernsehansprache am 10. Oktober 2023, dass sich Israel ab sofort im „Kriegszustand“ befinde. Das israelische Sicherheitskabinett hatte bereits am 8. Oktober 2023 in Israel den „Kriegszustand“ ausgerufen. Wie am Sonntag das Büro von Ministerpräsident Benjamin Netanjahu mitteilte, erlaube dies „weitreichende militärische Schritte“.

### Italien
Am 11. April 2023 hat die Regierung Meloni zur Bewältigung einer stark angestiegenen Immigration für vorerst sechs Monate einen Ausnahmezustand im ganzen Land erklärt. Seit Jahresbeginn kamen bereits etwa 31.000 Migranten über das Mittelmeer nach Italien, im gleichen Zeitraum der beiden vorhergehenden Jahre waren es jeweils rund 8.000 Personen. Ein Sonderbeauftragter mit einem Etat von zunächst fünf Millionen Euro wird ernannt. Die Regierung kann während des Notstands Maßnahmen per Dekret beschließen, zum Beispiel um Eingewanderte aus dem Hotspot Lampedusa leichter in andere Regionen umzusiedeln sowie schneller neue Aufnahme- und Abschiebezentren zu errichten. Im Jahr 2011 hatte die Regierung Berlusconi schon einmal einen humanitären Ausnahmezustand aufgrund Einwanderung erklärt. Im Jahr 2017 jedoch, als die Immigrantenzahl wesentlich höher war (im ganzen Jahr rund 180.000 Menschen) wurde kein Ausnahmezustand ausgerufen.

### Vereinigte Staaten von Amerika
In Reaktion auf die Terroranschläge am 11. September 2001 rief US-Präsident George W. Bush am 14. September 2001 den nationalen Notstand auf Basis des National Emergencies Acts von 1976 aus. Dieser Ausnahmezustand ist immer auf ein Jahr befristet, allerdings wurde er seither jedes Jahr von den jeweils amtierenden Präsidenten (zunächst von George W. Bush, nach ihm von Barack Obama und nach diesem von Donald Trump sowie von Joe Biden) um ein weiteres Jahr verlängert. Einige Autoren sprechen daher von einem permanenten Ausnahmezustand, der zum Normalzustand geworden sei.

### Ukraine
Der Sicherheitsrat der Ukraine hat nach den abgegebenen Erklärungen von Putin vom 21. Februar 2022 den Ausnahmezustand erklärt. Durch diese Erklärung dürfen nun auch Zivilisten Schusswaffen tragen. Alle Staatsbürger von Russland wurden aufgefordert, die Ukraine zu verlassen. Reservisten wurden von der Armee einberufen, da man sich auf einen Einmarsch durch die Truppen der Russischen Föderation vorbereiten will. In der Nacht zum 24. Februar 2022 gab der Kremlchef Putin den Befehl, eine große Invasion auf die Ukraine zu starten. Der ukrainische Präsident Wolodymyr Selenskyj hat in Folge der Invasion Russlands den Kriegszustand ausgerufen.

## Aktuell gültige Bestimmungen zur Ausrufung eines Ausnahmezustands

### Grundgesetz der Bundesrepublik Deutschland
Das Grundgesetz der Bundesrepublik Deutschland erwähnt den Begriff Ausnahmezustand nicht explizit. Von 1949 bis 1968 wurde vom Verfassungsgesetzgeber vollständig auf Notstandsgesetze verzichtet. Da entsprechend dem Deutschlandvertrag gewisse Vorrechte der Alliierten in Kraft blieben, welche im Fall eines Notstands die Regierungsgewalt in der Bundesrepublik wieder übernommen hätten, verabschiedete erst die Große Koalition am 24. Juni 1968 gegen den zum Teil militanten Widerstand der APO ein „Gesetz zur Ergänzung des Grundgesetzes“ („Notstandsgesetze“). Danach können in bestimmten, genau definierten Fällen einer inneren oder äußeren Bedrohung unter anderem die Bundeswehr auch im Innern eingesetzt, die legislativen Funktionen von Bundestag und Bundesrat von dem „Gemeinsamen Ausschuss“ übernommen werden und sogar einige Grundrechte eingeschränkt werden, ohne dass der Rechtsweg offensteht. Kritiker sehen in der Notstandsgesetzgebung eine große Gefahr für die Demokratie, daher wurde das Gesetz bisher nicht angewendet. Näheres siehe Verteidigungsfall.
Kein Ausnahmezustand im klassischen Sinn ist der von Anfang an im Grundgesetz vorgesehene, ebenfalls noch nie ausgerufene Gesetzgebungsnotstand.

### Notbestimmungen der Österreichischen Bundesverfassung
Die Österreichische Bundesverfassung sieht für außerordentliche Umstände – Notbestimmungen der Österreichischen Bundesverfassung – den Einsatz des Österreichischen Bundesheeres, ein Notverordnungsrecht des Bundespräsidenten, ein Notverordnungsrecht der Landesregierung sowie der Übernahme bestimmter Angelegenheiten der unmittelbaren Bundesverwaltung durch den Landeshauptmann vor.

### Notrecht in der Schweiz
Als Notrecht werden in der Schweiz staatliche Massnahmen bezeichnet, die keine gesetzliche Grundlage haben. Gemäss Art. 185 Abs. 3 der Bundesverfassung (BV) kann der Bundesrat „unmittelbar gestützt auf diesen Artikel, Verordnungen oder Verfügungen erlassen, um eingetretenen oder unmittelbar drohenden schweren Störungen der öffentlichen Ordnung oder der inneren oder äusseren Sicherheit zu begegnen. Solche Verordnungen sind zu befristen.“ Gemäss Art. 173 Abs. 1 Bst. c BV kann auch die Bundesversammlung Verordnungen oder einfache Bundesbeschlüsse „zur Wahrung der inneren Sicherheit“ erlassen, „wenn ausserordentliche Umstände es erfordern.“ Da die Bundesversammlung dem Bundesrat übergeordnet ist, haben ihre Massnahmen Vorrang vor solchen des Bundesrates. Die normale demokratische Kompetenzordnung ist so bald wie möglich wieder herzustellen.
In einer ausserordentlichen Lage, in welcher die Existenz der Schweiz als Staat oder das Überleben der Bevölkerung bedroht ist (z. B. bei Kriegsereignissen oder schwersten Katastrophen) kann die Bundesversammlung dem Bundesrat ohne Verfassungsgrundlage (extrakonstitutionelles Notrecht) umfassende Vollmachten übertragen. Letztmals ist dies zu Beginn des Zweiten Weltkrieges geschehen.

### État d’urgence in Frankreich
In Frankreich kann der Ausnahmezustand (État d’urgence) laut Gesetz vom Präsidenten ausgerufen werden, „für den Fall unmittelbarer Gefahr durch schwere Gefährdungen der öffentlichen Ordnung“ oder „für den Fall von Ereignissen, die durch ihre Art und ihre Schwere den Charakter einer öffentlichen Katastrophe darstellen“. Der Staat kann Ausgangssperren verhängen und die Einschränkung der Bewegungsfreiheit ist möglich. Wohnungsdurchsuchungen ohne richterlichen Beschluss sind ebenso möglich wie Hausarrest für Menschen, deren „Aktivität“ als „gefährlich für die Sicherheit und die öffentliche Ordnung“ angesehen wird. Außerdem können die Behörden Versammlungsverbote verhängen und Konzertsäle sowie Kinos schließen lassen. Der Ausnahmezustand kann zunächst für höchstens zwölf Tage verhängt werden. Eine Verlängerung darüber hinaus muss durch ein Gesetz gebilligt werden. Das Gesetz, das den Ausnahmezustand regelt, wurde 1955 mit Beginn des Algerienkrieges beschlossen. Nach dessen Ende wurde der Ausnahmezustand in Frankreich drei weitere Male verhängt: 1985 im Rahmen der Unruhen durch die Unabhängigkeitsbewegung der zu Frankreich gehörenden Inselgruppe Neukaledonien, nach den Unruhen 2005 und nach den Terroranschlägen vom 13. November 2015 in Paris.

### Europäisches Recht und Völkerrecht
Die Europäische Menschenrechtskonvention (EMRK) regelt in Artikel 15 ausdrücklich, unter welchen Bedingungen die in der EMRK genannten Rechte eingeschränkt werden können. Ebenso gibt der Internationale Zivilpakt Regeln für den Umgang mit Rechten im Notstandsfall vor.